# على الطريق
على الطريق هو فيلم من نوع دراما أُصدر في 2010. الفيلم من إخراج وسيناريو ياسميلا زبينيتش.

## القصة
تقع أحداث الفيلم في سراييفو. وقصة الفيلم الرئيسية حول حرب البوسنة والهرسك والإسلاموية.

## طاقم التمثيل
- ماريا كون
- ألبان أوكاج
- Jasna Žalica [الإنجليزية]‏
- Ermin Bravo [الإنجليزية]‏
- Mirvad Kurić  [لغات أخرى]‏
- Nina Violić [الإنجليزية]‏
- Sebastian Cavazza [الإنجليزية]‏
- ياسنا البري [الإنجليزية]‏
- إيزودين باجروفيك [الإنجليزية]‏
- زرينكا سفيتيسك
- Almir Kurt  [لغات أخرى]‏
- Mirjana Karanović [الإنجليزية]‏
- Vanessa Glodjo [الإنجليزية]‏
- Luna Mijović [الإنجليزية]‏
- Leon Lučev [الإنجليزية]‏

## وصلات خارجية
- على الطريق على موقع IMDb (الإنجليزية)
- على الطريق على موقع ألو سيني (الفرنسية)
- على الطريق على موقع Turner Classic Movies (الإنجليزية)
- على الطريق على موقع أول موفي (الإنجليزية)
- على الطريق على موقع فيلمافينيتي (الإسبانية)
- على الطريق على موقع قاعدة بيانات الفيلم (الإنجليزية)
- على الطريق على موقع ليتربوكسد (الإنجليزية)
- على الطريق على موقع كينوبويسك (الروسية)